# Reno
Il Reno (in tedesco Rhein /ʀaɪ̯n/; in alemanno Rhy; in romancio Rein; in francese Rhin /ʁɛ̃/; in olandese Rijn /rɛɪ̯n/), con i suoi 1326 km è uno dei fiumi più lunghi d'Europa. Il suo nome deriva da una radice celtica, ma ancor prima indoeuropea. L'origine indoeuropea del termine trova conferma nel greco antico, in cui il verbo ῥέω (traslitterato rheō) ha il significato di "scorrere".
Assieme al Danubio, il Reno formava la maggior parte del confine settentrionale dell'Impero romano ed è stato, fin da quei tempi, un vitale corso d'acqua navigabile, usato per il commercio ed il trasporto delle merci fin nel cuore del continente.
Fra le città più importanti sul Reno si trovano Basilea (Svizzera), Strasburgo (Francia), Colonia, Düsseldorf (Germania) e Rotterdam (Paesi Bassi).

## Il percorso

### Italia, Svizzera, Liechtenstein e Austria

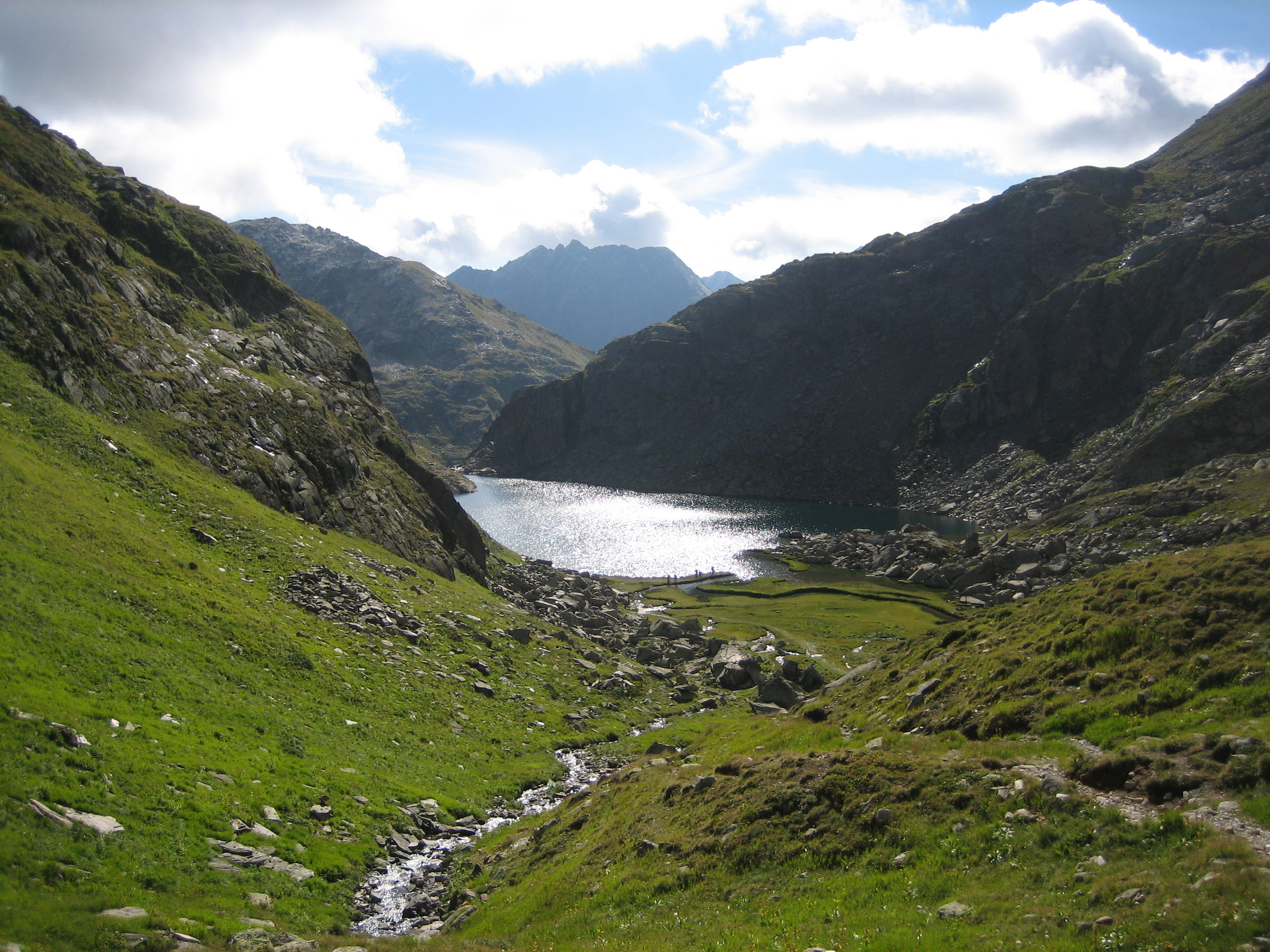
Lago Toma

Il Reno nasce in Svizzera: i suoi due principali tributari iniziali sono chiamati Reno Anteriore e Reno Posteriore. Il Reno Anteriore sgorga dal lago Toma, vicino al passo dell'Oberalp ed attraversa le gole del Ruinaulta. Il Reno Posteriore nasce dai ghiacciai del gruppo dell'Adula sul confine meridionale del Grigioni con il Ticino. I due tributari si incontrano vicino a Reichenau, sempre nei Grigioni. Uno dei rami secondari è costituito dal torrente Reno di Lei, che nasce in Italia dal Pizzo Stella (nel comune di Piuro) e scorre nel territorio italiano per circa 15 km, prima di confluire nel Reno Posteriore. 
Chiamato Alpenrhein (Reno alpino), scorre verso nord attraversando Coira per poi lasciare i Grigioni ed entrare nel canton San Gallo di cui costituisce la frontiera orientale con il Liechtenstein prima di gettarsi nel lago di Costanza. All'uscita dal lago si dirige ad ovest e dopo il salto delle cascate del Reno riceve le acque del fiume Aar che ne aumentano la portata di oltre la metà, con una media di 1 000 metri cubi al secondo. Il Reno segna il confine tra Svizzera e Germania prima di svoltare a nord con delle anse (Rheinknie) presso Basilea.

### Germania e Francia
Superata Basilea, il Reno svolta verso nord e costituisce un confine storico tra Germania e Francia, scorrendo in una larga vallata prima di entrare interamente in territorio tedesco a Rheinstetten, vicino a Karlsruhe. L'ampia valle del Reno finisce alla confluenza con il Meno a Magonza. La parte fra Bingen e Coblenza, dove il Reno entra in una valle più stretta, è nota come Gola del Reno, una formazione creata dall'erosione e da un sollevamento tettonico. Questo tratto del fiume è noto per i castelli medievali e i vigneti che ricoprono le alture circostanti; nel 2002 è stato dichiarato Patrimonio dell'umanità dall'UNESCO. 
All'uscita dalla Gola del Reno, presso Coblenza appunto, avviene la confluenza con la Mosella.
Il fiume si allarga nuovamente a sud di Colonia. Anche se molte industrie si trovano lungo il Reno, sin dal suo corso svizzero, è in questo punto, la regione della Ruhr in cui attraversa Colonia, Düsseldorf e Duisburg che si concentrano la maggior parte di esse. A Duisburg si trova il più grande porto fluviale d'Europa. Al giorno d'oggi molte industrie lungo il Reno e i suoi affluenti hanno chiuso o hanno ridotto l'emissione di inquinanti nel corso d'acqua anche se permane un certo grado di inquinamento, specialmente alla confluenza con l'Emscher in passato impiegato come vero e proprio canale di scolo industriale.

### Paesi Bassi
Il Reno a questo punto gira ad ovest nei Paesi Bassi, dove assieme alla Mosa forma un enorme delta. Oltrepassato il confine olandese, il Reno raggiunge la sua massima ampiezza per poi dividersi in tre rami principali: il IJssel, il Waal e il Basso Reno. A partire da questa divisione il nome "Reno" non si riferisce più al corso principale del fiume. Infatti gran parte dell'acqua del Reno scorre più a ovest attraverso il Waal, il Nieuwe Waterweg e, unendosi alla Mosa, attraverso l'Hollandsch Diep e l'Haringvliet, per poi sfociare nel Mare del Nord. Il ramo dell'IJssel porta la sua parte d'acqua a nord nell'IJsselmeer, mentre il Basso Reno scorre ad ovest, parallelo al Waal.
Ad ogni modo, oltre Wijk bij Duurstede questo corso d'acqua cambia nome per diventare il Lek e scorre ad ovest per riunirsi al ramo principale nel Nieuwe Waterweg. Il nome "Reno" da qui in avanti viene usato solo per fiumi più piccoli che scorrono verso nord e che un tempo formavano l'ultimo tratto del Reno dell'epoca romana. Anche se mantengono il nome, questi ruscelli non portano acqua del Reno, ma vengono usati per drenare le terre e i polder circostanti. Da Wijk bij Duurstede, questi sono il Kromme Rijn ("Reno storto") e dopo Utrecht l'Oude Rijn ("Vecchio Reno") che scorre attraverso Leida ed in un complesso di chiuse dove le sue acque possono essere scaricate nel Mare del Nord in corrispondenza di Katwijk.

## Affluenti

Mappa del Reno e delle sue sezioni

Affluenti dalla sorgente alla foce:
| Km dalla sorgente del Reno | destra/sinistra | affluente       | lunghezza in km | portata in m³/s | sezione del Reno    |
| -------------------------- | --------------- | --------------- | --------------- | --------------- | ------------------- |
|                            | D               | Ill (Austria)   | 72              | 66              | Alpenrhein          |
|                            | D               | Bregenzer Ach   | 80              | 46              | Obersee             |
|                            | D               | Argen           | 78              | 20              | Obersee             |
|                            | D               | Schussen        | 62              | 12              | Obersee             |
|                            | S               | Thur            | 130             | 47              | Hochrhein           |
|                            | D               | Wutach (fiume)  | 90              | 16              | Hochrhein           |
|                            | S               | Aar             | 291             | 560             | Hochrhein           |
| 164,4                      | S               | Birsa           | 73              | 15              | Hochrhein           |
|                            | S               | Elz             | 90              | 22              | Oberrhein           |
| 289,1                      | S               | Kinzig          | 90              | 28              | Oberrhein           |
| 311,3                      | S               | Ill (Francia)   | 208             | 54              | Oberrhein           |
| 334,3                      | S               | Moder           | 93              | 17              | Oberrhein           |
| 344,0                      | S               | Sauer           | 70              | 4               | Oberrhein           |
| 344,5                      | D               | Murg            | 79              | 18              | Oberrhein           |
| 370                        | D               | Pfinz           | 60              | 2               | Oberrhein           |
| 400,2                      | S               | Speyerbach      | 60              | 3               | Oberrhein           |
| 428,2                      | D               | Neckar          | 384             | 145             | Oberrhein           |
| 496,6                      | D               | Meno            | 524             | 225             | Oberrhein           |
| 512                        | S               | Selz            | 63              | 0,77            | Oberrhein           |
| 529,1                      | S               | Nahe            | 116             | 30              | Oberrhein           |
| 585,7                      | D               | Lahn            | 242             | 52              | Mittelrhein         |
| 592,3                      | S               | Mosella         | 544             | 325             | Mittelrhein         |
| 610,2                      | D               | Wied            | 102             | 12              | Mittelrhein         |
| 639                        | S               | Ahr             | 89              | 9               | Mittelrhein         |
| 659,3                      | D               | Sieg            | 155             | 53              | Niederrhein         |
| 703,3                      | D               | Wupper          | 113             | 17              | Niederrhein         |
| 735,6                      | S               | Erft            | 103             | 16              | Niederrhein         |
| 780,1                      | D               | Ruhr            | 221             | 80              | Niederrhein         |
| 797,7                      | D               | Emscher         | 84              | 16              | Niederrhein         |
| 814,4                      | D               | Lippe           | 255             | 45              | Niederrhein         |
|                            | S               | Mosa (dal 1904) | 920             | 357             | Delta (Waal)        |
| 1013                       | S               | Oude Maas       |                 |                 | Delta (Nieuwe Maas) |
|                            | D               | Oude IJssel     | 80              | 9               | Delta (IJssel)      |
|                            | D               | Berkel          | 115             | 9               | Delta (IJssel)      |
|                            | D               | Schipbeek       | 86              | 4               | Delta (IJssel)      |